# Foot Ball Club Unione Venezia 2014-2015
Questa voce raccoglie le informazioni riguardanti il Foot Ball Club Unione Venezia nelle competizioni ufficiali della stagione 2014-2015.

## Stagione
L'Unione Venezia nel 2014-2015 ha partecipato al campionato di Lega Pro, classificandosi al dodicesimo posto con 46 punti.

## Divise e sponsor
Il fornitore ufficiale di materiale tecnico per la stagione 2014-2015 è Nike. Il main sponsor è, dal febbraio 2015, il gruppo Bagnoli Lenotti.
| Casa | Trasferta |

## Rosa
| N. |                            | Ruolo | Calciatore                 |
| -- | -------------------------- | ----- | -------------------------- |
|    | Italia (bandiera)          | P     | Marco D'Arsiè              |
|    | Italia (bandiera)          | P     | Stefano Fortunato          |
|    | Rep. Ceca (bandiera)       | P     | Lukáš Zima                 |
|    | Italia (bandiera)          | D     | Gaetano Capogrosso         |
|    | Italia (bandiera)          | D     | Francesco Cernuto          |
|    | Italia (bandiera)          | D     | Marco Dell'Andrea          |
|    | Giordania (bandiera)       | D     | Shadi Ghosheh              |
|    | Italia (bandiera)          | D     | Alberto Giuliatto          |
|    | Italia (bandiera)          | D     | Elia Legati                |
|    | Italia (bandiera)          | D     | Antonio Marino             |
|    | Italia (bandiera)          | D     | Emanuele Panzeri           |
|    | Italia (bandiera)          | D     | Maurizio Peccarisi         |
|    | Italia (bandiera)          | D     | Simone Sales               |
|    | Italia (bandiera)          | C     | Davide Carcuro             |
|    | Rep. Dominicana (bandiera) | C     | Vinicio Espinal (capitano) |

| N. |                   | Ruolo | Calciatore         |
| -- | ----------------- | ----- | ------------------ |
|    | Italia (bandiera) | C     | Gennaro Esposito   |
|    | Italia (bandiera) | C     | Daniele Giorico    |
|    | Ghana (bandiera)  | C     | Edmund Etse Hottor |
|    | Italia (bandiera) | C     | Giulio Scanferlato |
|    | Italia (bandiera) | C     | Alessandro Scialpi |
|    | Italia (bandiera) | C     | Mattia Zaccagni    |
|    | Italia (bandiera) | A     | Fabio Alba         |
|    | Italia (bandiera) | A     | Tommaso Bellazzini |
|    | Italia (bandiera) | A     | Raffaele Franchini |
|    | Italia (bandiera) | A     | Giuseppe Greco     |
|    | Italia (bandiera) | A     | Simone Guerra      |
|    | Italia (bandiera) | A     | Simone Magnaghi    |
|    | Italia (bandiera) | A     | Andrea Raimondi    |
|    | Italia (bandiera) | A     | Federico Varano    |

## Calciomercato

### Sessione estiva(dall'1/7 all'1/9)
| Acquisti | Acquisti           | Acquisti     | Acquisti   |
| R.       | Nome               | a            | Modalità   |
| -------- | ------------------ | ------------ | ---------- |
| P        | Marco D'Arsiè      |              | svincolato |
| P        | Lukáš Zima         | Genoa        | prestito   |
| D        | Francesco Cernuto  | Reggina      | definitivo |
| D        | Shadi Ghosheh      | Pro Vercelli | svincolato |
| D        | Alberto Giuliatto  | Parma        | prestito   |
| D        | Elia Legati        | Padova       | svincolato |
| D        | Antonio Marino     | Cittadella   | definitivo |
| D        | Simone Sales       | Benevento    | definitivo |
| C        | Tommaso Bellazzini | Lecce        | definitivo |
| C        | Vinicio Espinal    | Cremonese    | definitivo |
| C        | Gennaro Esposito   | Verona       | prestito   |
| C        | Edmund Etse Hottor | Milan        | prestito   |
| C        | Alessandro Scialpi | Como         | definitivo |
| C        | Federico Varano    | Atalanta     | prestito   |
| C        | Mattia Zaccagni    | Hellas       | prestito   |
| A        | Fabio Alba         | Verona       | prestito   |
| A        | Giuseppe Greco     | Pro Vercelli | definitivo |
| A        | Simone Magnaghi    | Atalanta     | prestito   |
| A        | Andrea Raimondi    | Trapani      | definitivo |

| Cessioni | Cessioni              | Cessioni      | Cessioni                   |
| R.       | Nome                  | a             | Modalità                   |
| -------- | --------------------- | ------------- | -------------------------- |
| P        | Renato Dossena        | Carpi         | definitivo                 |
| P        | Mauro Vigorito        | L.R. Vicenza  | definitivo                 |
| D        | Davide Bertolucci     | Cosenza       | svincolato                 |
| D        | Nicola Pasini         | Genoa         | fine prestito              |
| D        | Marco Pisano          |               | svincolato                 |
| D        | Cristian Sosa         | Alessandria   | definitivo                 |
| C        | Matteo Calamai        | Viareggio     | fine prestito              |
| C        | Dario Campagna        |               | svincolato                 |
| C        | Nicola Capellini      | Cesena        | fine prestito              |
| C        | Davide D'Appolonia    | L.R. Vicenza  | definitivo                 |
| C        | Sebastiano Di Lio     |               | svincolato                 |
| C        | Salvatore Gallo       | Chievo        | riscatto compartecipazione |
| C        | Daniele Giorico       | Cagliari      | fine prestito              |
| C        | Radoslav Kirilov      | Chievo        | fine prestito              |
| C        | Giovanni Madiotto     |               | svincolato                 |
| C        | Federico Maracchi     | Pordenone     | svincolato                 |
| C        | Alessandro Martinelli | Sampdoria     | fine prestito              |
| C        | Alberto Pignat        | AltoVicentino | svincolato                 |
| C        | Max Taddei            | Pro Vercelli  | definitivo                 |
| A        | Sasha Cori            | Cesena        | fine prestito              |
| A        | Michele Marconi       | Alessandria   | definitivo                 |
| A        | Francesco Margiotta   | Juventus      | fine prestito              |

### Sessione invernale(dal 5/1 al 2/2)
| Acquisti | Acquisti           | Acquisti  | Acquisti   |
| R.       | Nome               | da        | Modalità   |
| -------- | ------------------ | --------- | ---------- |
| D        | Gaetano Capogrosso | Pordenone | definitivo |
| D        | Maurizio Peccarisi | Pordenone | definitivo |
| C        | Daniele Giorico    | Cagliari  | prestito   |
| A        | Simone Guerra      | Benevento | prestito   |

| Cessioni | Cessioni           | Cessioni  | Cessioni      |
| R.       | Nome               | a         | Modalità      |
| -------- | ------------------ | --------- | ------------- |
| P        | Lukáš Zima         | Genoa     | fine prestito |
| D        | Shadi Ghosheh      | Catanzaro | definitivo    |
| D        | Antonio Marino     | Pavia     | definitivo    |
| D        | Emanuele Panzeri   | Pordenone | definitivo    |
| A        | Fabio Alba         | Verona    | fine prestito |
| A        | Raffaele Franchini | Pordenone | definitivo    |
| A        | Nicholas Siega     | Clodiense | prestito      |

## Risultati

### Lega Pro

#### Girone d'andata
| Arbitro: | Piccinini (Forlì) |

|                           |           |  |
| Carcuro 5’, 47’ Greco 87’ | Marcatori |  |

| Arbitro: | Pagliardini (Arezzo) |

|             |           |                |
| Barbuti 13’ | Marcatori | 90+4’ Magnaghi |

| Arbitro: | Rapuano (Rimini) |

|  |           |             |
|  | Marcatori | 22’ Lendrić |

| Arbitro: | Mainardi (Bergamo) |

|  |           |              |
|  | Marcatori | 80’ Magnaghi |

| Arbitro: | Serra (Torino) |

|                                      |           |  |
| De Sousa 28’ Le Noci 45’ Defendi 83’ | Marcatori |  |

| Arbitro: | Di Martino (Teramo) |

|                                                     |           |                |
| Magnaghi 4’, 30’ Raimondi 36’ Bellazzini 82’ (rig.) | Marcatori | 52’ Abbruscato |

| Arbitro: | Lanza (Nichelino) |

|                                 |           |  |
| Bruno 45+1’ (rig.) Piccinni 72’ | Marcatori |  |

| Arbitro: | Proietti (Terni) |

|  |           |               |
|  | Marcatori | 62’ Margiotta |

| Arbitro: | Amoroso (Paola) |

|                       |           |                         |
| Raimondi 90+7’ (rig.) | Marcatori | 23’ Evacuo 75’ González |

| Arbitro: | Pelagatti (Arezzo) |

|                                  |           |              |
| Jadid 45+4’ (rig.) Brighenti 51’ | Marcatori | 32’ Raimondi |

| Arbitro: | Viotti (Tivoli) |

|                         |           |                   |
| Marino 29’ Raimondi 52’ | Marcatori | 56’ (rig.) Recino |

| Arbitro: | Massimi (Termoli) |

|  |           |                        |
|  | Marcatori | 7’ Magnaghi 69’ Marino |

| Arbitro: | Dionisi (L'Aquila) |

|               |           |  |
| Greco 6’, 59’ | Marcatori |  |

| Arbitro: | Boggi (Salerno) |

|                                 |           |                           |
| Biondi 10’ Ekuban 71’ Djiby 87’ | Marcatori | 13’ Marino 68’ Bellazzini |

| Arbitro: | Fiore (Barletta) |

|              |           |                             |
| Magnaghi 19’ | Marcatori | 31’ Maistrello 67’ Iocolano |

| Arbitro: | Fourneau (Roma 1) |

|                         |           |                       |
| Sereni 7’ Pederzoli 76’ | Marcatori | 62’ (rig.) Bellazzini |

| Arbitro: | Pietropaolo (Modena) |

|                           |           |  |
| Zaccagni 12’ Raimondi 47’ | Marcatori |  |

| Arbitro: | Capilungo (Lecce) |

|  |           |                                    |
|  | Marcatori | 66’ (rig.) Bellazzini 82’ Magnaghi |

| Arbitro: | Lacagnina (Caltanissetta) |

|  |           |                                            |
|  | Marcatori | 5’ Marconi 26’ (rig.) Taddei 65’ Mezavilla |

#### Girone di ritorno
| Arbitro: | Fiorini (Frosinone) |

|             |           |                       |
| Cocuzza 19’ | Marcatori | 36’ (rig.) Bellazzini |

| Arbitro: | Marinelli (Tivoli) |

|                                  |           |  |
| Varano 55’ Bellazzini 68’ (rig.) | Marcatori |  |

| Arbitro: | Pillitteri (Palermo) |

|           |           |                       |
| Marras 8’ | Marcatori | 24’ (rig.) Bellazzini |

| Arbitro: | Mei (Pesaro) |

|                |           |  |
| Bellazzini 75’ | Marcatori |  |

| Venezia 7 febbraio 2015, ore 16:00 CET 24ª giornata | Venezia           | 0 – 0 | Como | Stadio Pier Luigi Penzo (1 090 spett.)\| Arbitro: \| Colosimo (Torino) \| |
| Arbitro:                                            | Colosimo (Torino) |       |      |                                                                           |

| Arbitro: | Spinelli (Terni) |

|                                  |           |             |
| Galuppini 45+2’ Ranellucci 90+2’ | Marcatori | 6’ Raimondi |

| Arbitro: | Giua (Pisa) |

|           |           |                          |
| Greco 24’ | Marcatori | 45’ Bruno 53’ Bardelloni |

| Arbitro: | D'Apice (Arezzo) |

|            |           |                 |
| Uliano 17’ | Marcatori | 38’, 58’ Guerra |

| Arbitro: | Perotti (Legnano) |

|                             |           |  |
| Corazza 28’, 64’ Freddi 54’ | Marcatori |  |

| Arbitro: | Bertani (Pisa) |

|                                   |           |  |
| Greco 5’ (rig.) Raimondi 44’, 50’ | Marcatori |  |

| Gorgonzola 21 marzo 2015, ore 19:30 CET 30ª giornata | Giana Erminio    | 0 – 0 | Venezia | Stadio comunale (1 699 spett.)\| Arbitro: \| Strippoli (Bari) \| |
| Arbitro:                                             | Strippoli (Bari) |       |         |                                                                  |

| Venezia 4 marzo 2015, ore 15:00 CET 31ª giornata | Venezia          | 0 – 0 | Arezzo | Stadio Pier Luigi Penzo (860 spett.)\| Arbitro: \| Maggioni (Lecco) \| |
| Arbitro:                                         | Maggioni (Lecco) |       |        |                                                                        |

| Arbitro: | Catona (Reggio Calabria) |

|                                                 |           |                                              |
| Bradaschia 75’ Pesenti 77’ Momentè 90+2’ (rig.) | Marcatori | 1’ Greco 50’ Bellazzini 65’ (aut.) Anghileri |

| Arbitro: | Balice (Termoli) |

|            |           |           |
| Guerra 31’ | Marcatori | 11’ Alimi |

| Arbitro: | Di Ruberto (Nocera Inferiore) |

|  |           |                      |
|  | Marcatori | 30’ Guerra 58’ Greco |

| Arbitro: | Marinelli (Tivoli) |

|             |           |            |
| Greco 45+1’ | Marcatori | 12’ Abbate |

| Arbitro: | Viotti (Tivoli) |

|                       |           |            |
| Baraye 33’ Scotto 68’ | Marcatori | 11’ Guerra |

| Arbitro: | Giovani (Grosseto) |

|            |           |                          |
| Legati 74’ | Marcatori | 21’ Serafini 36’ Candido |

| Arbitro: | Prontera (Bologna) |

|                    |           |           |
| Rantier 38’ (rig.) | Marcatori | 68’ Greco |

### Coppa Italia
| Arbitro: | Perotti (Legnano) |

|                                                                  |           |            |
| Carcuro 12’ Franchini 30’ Bellazzini 45+2’, 47’ (rig.) Siega 61’ | Marcatori | 27’ Genchi |

| Arbitro: | Nasca (Bari) |

|                            |           |  |
| Arrighini 34’ Schiavon 36’ | Marcatori |  |

### Coppa Italia Lega Pro
| Arbitro: | Bichisecchi (Livorno) |

|            |           |  |
| Atzori 55’ | Marcatori |  |

## Statistiche

### Statistiche di squadra
| Competizione          | Punti | In casa | In casa | In casa | In casa | In casa | In casa | In trasferta | In trasferta | In trasferta | In trasferta | In trasferta | In trasferta | Totale | Totale | Totale | Totale | Totale | Totale | DR |
| Competizione          | Punti | G       | V       | N       | P       | Gf      | Gs      | G            | V            | N            | P            | Gf           | Gs           | G      | V      | N      | P      | Gf     | Gs     | DR |
| --------------------- | ----- | ------- | ------- | ------- | ------- | ------- | ------- | ------------ | ------------ | ------------ | ------------ | ------------ | ------------ | ------ | ------ | ------ | ------ | ------ | ------ | -- |
| Lega Pro (girone A)   | 46    | 19      | 8       | 4       | 7       | 25      | 17      | 19           | 5            | 6            | 8            | 22           | 27           | 38     | 13     | 10     | 15     | 47     | 44     | +3 |
| Coppa Italia          | -     | 1       | 1       | 0       | 0       | 5       | 1       | 1            | 0            | 0            | 1            | 0            | 2            | 2      | 1      | 0      | 1      | 5      | 3      | +2 |
| Coppa Italia Lega Pro | -     | -       | -       | -       | -       | -       | -       | 1            | 0            | 0            | 1            | 0            | 1            | 1      | 0      | 0      | 1      | 0      | 1      | -1 |
| Totale                | 46    | 20      | 9       | 4       | 7       | 30      | 18      | 21           | 5            | 6            | 10           | 22           | 30           | 41     | 14     | 10     | 17     | 52     | 48     | +4 |